# Линейное уравнение
Линейное уравнение — это алгебраическое уравнение, у которого полная степень составляющих его многочленов равна 1. Линейное уравнение можно представить:
- в общей форме: {\displaystyle a_{1}x_{1}+a_{2}x_{2}+\dots +a_{n}x_{n}+b=0};
- в канонической форме: {\displaystyle a_{1}x_{1}+a_{2}x_{2}+\dots +a_{n}x_{n}=-b},

где {\displaystyle x_{1},\ldots ,x_{n}} — это переменные (или неизвестные) величины (также известные как корни линейного уравнения), а {\displaystyle b,a_{1},\ldots ,a_{n}} — постоянные или коэффициенты, которые являются действительными числами. Коэффициенты могут квалифицироваться как параметры при уравнении и могут быть любыми выражениями при условии, что сами по себе не содержат переменных. Чтобы уравнение имело смысл, коэффициенты {\displaystyle a_{1},\ldots ,a_{n}} не должны равняться нулю. Также линейное уравнение можно получить, если приравнять линейный многочлен к нулю над некоторым полем, откуда для многочлена берутся коэффициенты.
Решение уравнения — это нахождение таких значений переменных, которые при подстановке дали бы верное равенство. Если переменная всего одна, то для линейного уравнения существует только одно решение (при условии, что {\displaystyle a_{1}\neq 0}). Часто «линейным уравнением» называют именно подобные уравнения с одной «неизвестной». Если переменных две, то любое решение может быть проиллюстрировано и проверено с помощью прямоугольной системы координат в двумерном (евклидовом) пространстве. Решение одного линейного уравнения изображается как вертикальная прямая в прямоугольной системе координат для данного уравнения, но эта же прямая может быть иллюстрацией решения и другого уравнения. Каждая линия может рассматриваться как множество всех решений линейного уравнения с двумя переменными, поэтому подобные уравнения и называются линейными. В общем, множество решений линейного уравнения с n переменными образуют гиперплоскость (подпространство размерности n-1) в евклидовом пространстве с размерностью n.
Линейные уравнения применяются абсолютно во всех сферах математики и их приложениях в физике и инженерном деле отчасти потому, что нелинейные системы часто хорошо можно «приблизить» и упростить линейными уравнениями. Совокупность в виде двух и более линейных уравнений, для которой надо найти конкретное решение, является системой линейных алгебраических уравнений.

## Уравнение с одной переменной

### Математическое описание
Уравнение имеет вид: {\displaystyle ax+b=0,} его решение сводится к виду: {\displaystyle x=-{\frac {b}{a}}} в общем случае, когда a ≠ 0. «Неизвестной» называется в данном случае переменная x. Если a = 0, то возможны два варианта. В случае, если b тоже равняется нулю, решений бесконечно много, поскольку любое число является решением. Но если b ≠ 0, то у уравнения не может быть корней, поскольку {\displaystyle \not \exists x\in \mathbb {R} :0\cdot x=-b\neq 0}. В последнем случае подобное уравнение является противоречивым (т.е. нельзя подобрать переменную, чтобы было верным равенство).

### Примеры решения
Дано линейное уравнение в виде результата умножения двух чисел; известен один из множителей, второй неизвестен, но известен результат.
{\displaystyle 3\cdot x=24}
В данном случае для того, чтобы найти неизвестный множитель {\displaystyle x}, результат умножения 24 нужно разделить на известный множитель 3. Результатом операции деления будет 8 как корень данного уравнения.
{\displaystyle x={\frac {24}{3}}=8}.
Линейное уравнение такого типа, как
{\displaystyle 0\cdot x=7,}
не имеет решения, так как результат умножения любого числа на 0 всегда даёт 0. Вместе с тем уравнение вида
{\displaystyle 0\cdot x=0}
имеет бесконечно много решений. Следовательно, для него {\displaystyle x} может быть любым числом.

## Уравнение с двумя переменными

### Описание в общей и канонической формах
В случае, если в уравнении есть две переменные, линейное уравнение можно представить в общей форме: {\displaystyle ax+by+c=0}, где переменными являются величины x и y, а коэффициентами — a, b и c. В канонической формах это уравнение имеет вид {\displaystyle Ax+By=C,} при A = a, B = b и C = –c.
Решением или корнями такого уравнения называют такую пару значений переменных {\displaystyle (x;y)}, которая обращает его в тождество. Таких решений (корней) линейное уравнение с двумя переменными имеет бесконечное множество.
Существуют и другие формы линейного уравнения, к которым его можно привести с помощью простых алгебраических преобразований (прибавления одной и той же величины к уравнению, умножения или деления на одно и то же число, не равное нулю и т.д.)

#### Пример
Дано линейное уравнение:
{\displaystyle 3\cdot x+4\cdot y=12}
Для определения множества всех решений можно преобразовать уравнение в функцию с зависимостью {\displaystyle y} от {\displaystyle t}. В таком случае получится
{\displaystyle x=t} и {\displaystyle y=(12-3\cdot t)/4} при {\displaystyle t\in \mathbb {R} }
Так выводится график данной функции, включающий все пары x и y, обращающим уравнение в верное равенство:
{\displaystyle f(x)=(12-3\cdot x)/4=-(3/4)\cdot x+3}.

### Линейная функция
В случае, если b ≠ 0, то уравнение {\displaystyle ax+by+c=0} можно привести к такому виду, чтобы значение y зависело от x. Уравнение может быть представлено в таком случае в форме линейной функции {\displaystyle y=kx+m}, где {\displaystyle k=-{\frac {a}{b}};\ m=-{\frac {c}{b}}} (или сразу {\displaystyle y=-{\frac {a}{b}}x-{\frac {c}{b}}.}). График функции в данном случае (т.е. геометрическая модель или иллюстрация для данного уравнения) представляет собой прямую типа {\displaystyle y=kx+m}, где k — угловой коэффициент (он же  {\displaystyle -{\frac {a}{b}}}), а m ={\displaystyle -{\frac {c}{b}}} — координата точки пересечения графика с осью y.
В математическом анализе линейными называются те функции, график которых является именно прямой. В линейной алгебре линейной называется функция, отображающая сумму на сумме изображений слагаемых. Таким образом, в линейной алгебре функция является линейной, если c = 0, а её график проходит через начало координат. Во избежание путаницы функции, графики которых являются произвольными линиями, называются аффинными.

### Геометрический смысл
Любая пара (x, y), являющаяся решением уравнения {\displaystyle ax+by+c=0}, может быть отражена в прямоугольной системе координат в виде точки в двумерном пространстве. В таком случае все решения уравнения формируют линию при условии, что a и b не равняются нулю. Верно и обратное, что каждая линия является множеством решений линейного уравнения. Само словосочетание «линейное уравнение» и имеет корни в соотношении между прямыми линиями и уравнениями: линейное уравнение с двумя переменными представляет собой уравнение, все решения которого графически представляют собой линию.
В случае, если b ≠ 0, линия является графиком функции x, описанным выше. Если b = 0, то линия будет вертикальной, параллельной оси ординат (y-оси), для уравнения {\displaystyle x=-{\frac {c}{a}},}, которое не является графиком функции x. Соответственно, если a ≠ 0, то линия является графиком функции y, а если a = 0 — то горизонтальной линией, параллельной оси абсцисс, для уравнения {\displaystyle y=-{\frac {c}{b}}.}

## Уравнение с тремя и более переменными
Линейное уравнение, в котором содержится больше двух переменных, может иметь форму типа {\displaystyle a_{1}x_{1}+a_{2}x_{2}+\cdots +a_{n}x_{n}+b=0.}. Коэффициент b, иногда обозначаемый как a0, является свободным членом. Коэффициентами могут в таком случае называть все переменные типа ai при условии i > 0. В уравнениях с тремя неизвестными последние обозначаются буквами {\displaystyle x,\;y} и {\displaystyle z}.
Решение такого уравнения — такой n-кортеж, замена каждого элемента в котором соответствующей переменной преобразовала бы уравнение в верное равенство. Чтобы уравнение имело смысл, хотя бы один коэффициент при переменной должен быть ненулевым. Если же все коэффициенты при переменных равняются нулю, то либо уравнение будет противоречивым (при b ≠ 0) как не имеющее решений, либо же любой n-кортеж будет решением данного уравнения. Все n-кортежи, которые являются решением линейного уравнения с n переменными — это координаты точек в системе координат для (n − 1)-размерной гиперплоскости в n-размерном евклидовом пространстве (или аффинном пространстве, если коэффициенты — комплексные числа или принадлежат любому полю). В случае трёх переменных эта гиперплоскость становится плоскостью (согласно одной из аксиом Евклидовой геометрии).
Если в линейном уравнении aj ≠ 0, тогда существует решение данного уравнения для xj {\displaystyle x_{j}=-{\frac {b}{a_{j}}}-\sum _{i\in \{1,\ldots ,n\},i\neq j}{\frac {a_{i}}{a_{j}}}x_{i}.} Если коэффициенты — вещественные числа, то таким образом определяется вещественнозначная функция для n вещественных переменных.

### Пример
Дано линейное уравнение с тремя неизвестными:
{\displaystyle 3\cdot x_{1}+2\cdot x_{2}+x_{3}=7}
Решением данного уравнения будет являться плоскость, которой принадлежат три точки типа:
{\displaystyle x_{1}=t_{1},\;x_{2}=t_{2},\;x_{3}=7-3\cdot t_{1}-2\cdot t_{2}} при {\displaystyle t_{1},t_{2}\in \mathbb {R} }.